# Lise von Seelen
Lise von Seelen (født 9. marts 1949) er en dansk socialpædagog, forstander og medlem af Folketinget for Socialdemokraterne fra 8. februar 2005 til 2011.
Lise von Seelen har været forstander for Løgumgård/Vongshøj 1995-2005, og var fra 1991 til 1995 leder af Rehabiliteringscenter for Torturofre. 
Hun har været medlem af kommunalbestyrelsen i Rødekro for Socialdemokraterne fra 1986 til 2005. I perioden var hun blandt andet socialudvalgsformand (1998-2005) og formand for det fælleskommunale sociale koordinationsudvalg (1999-2005), ligesom hun i samme periode sad i Den Sociale Ankestyrelse. 
Hun har været folketingskandidat for Socialdemokraterne i Aabenraakredsen siden 2000, og var midlertidigt folketingsmedlem 21. oktober – 14. november 2003.
23. januar 2007 blev hun udpeget til en nyoprettet post som ordfører for ulands- og udviklingspolitik.